# Matt kornlöpare
Matt kornlöpare (Amara littorea) är en skalbaggsart som beskrevs av Thomson 1857. Matt kornlöpare ingår i släktet Amara, och familjen jordlöpare. Enligt den finländska rödlistan är arten sårbar i Finland. Enligt den svenska rödlistan är arten starkt hotad i Sverige. Arten förekommer på Gotland och Svealand. Arten har tidigare förekommit i Götaland, Öland, Nedre Norrland och Övre Norrland men är numera lokalt utdöd. Artens livsmiljö är ruderatmarker, vägrenar och banvallar.